# Транспорт Шадринска

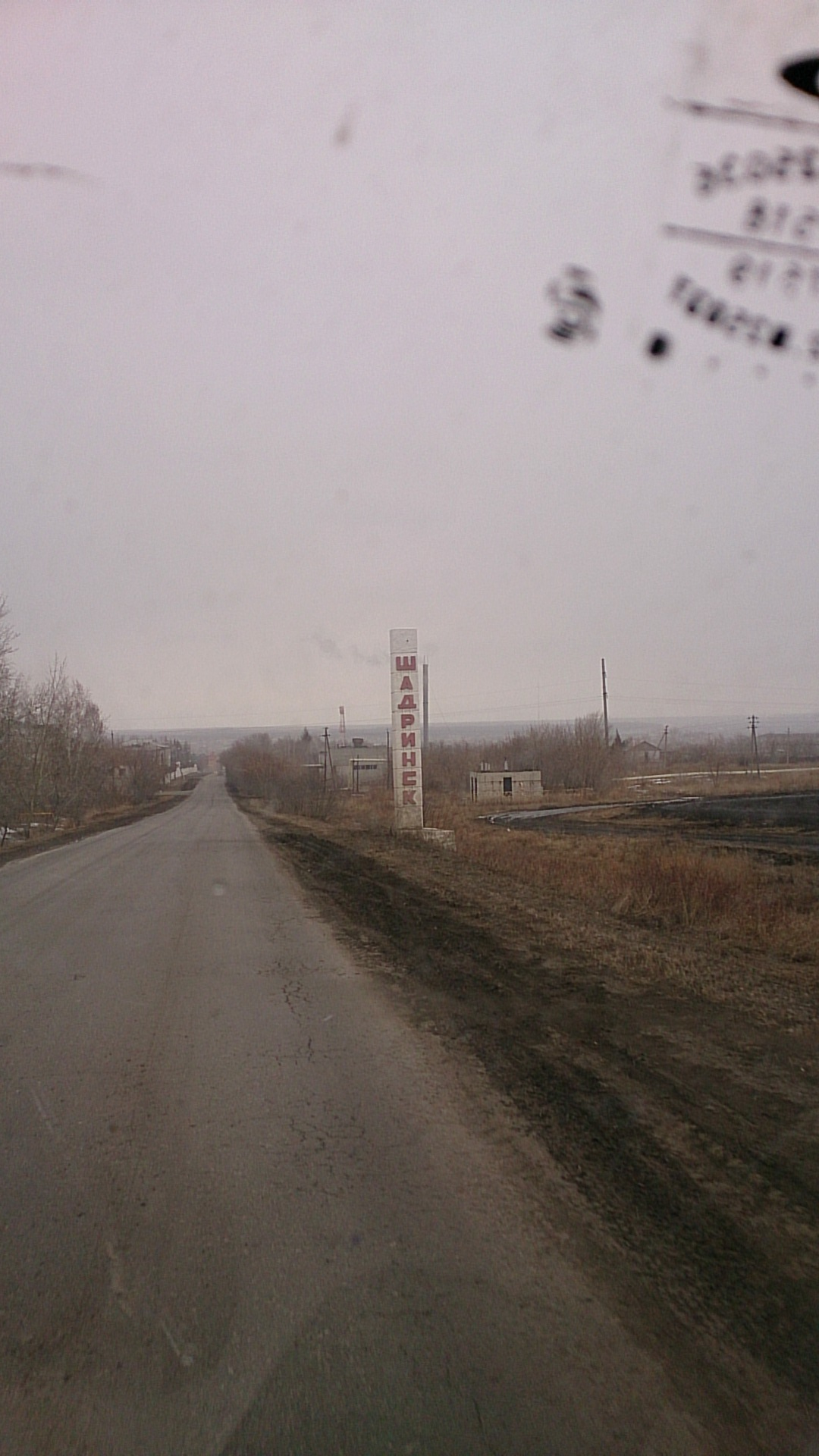
Стела на въезде в Шадринск. Фото 2014 года.

Город Шадринск является крупным транспортным узлом северо-запада области и вторым в области после Кургана. Он включает в себя железные и автомобильные дороги. На территории Шадринска находится пассажирская станция Шадринск, а также Шадринский автовокзал.

## Магистральный транспорт

### Автомобильный
Трассы федерального и регионального значения, проходящие через Шадринск:
- Р354 — федеральная трасса Екатеринбург — Курган.
- Р330 — федеральная трасса Шадринск — Миасское (на Челябинск).
- Р329 — региональная дорога Шадринск — Ялуторовск.
- Шумиха — Шадринск — региональная дорога Шадринск — Шумиха.

На территории города находится Шадринский автовокзал. С Шадринского автовокзала ежедневно отправляются пригородные, междугородние и межобластные автобусы. Автовокзал находится по адресу: улица Орджоникидзе, 13а, добраться до автовокзала можно на городских автобусах: 2, 3,  7, 12,  15,  105а,  до остановки «Автовокзал». На автобусе из Шадринска можно добраться до Кургана, Екатеринбурга, Тюмени, Челябинска, Тобольска, Ханты-Мансийска, Нижнего Тагила, Шумихи, Далматово, Щучья и других городов.
Межобластные
| Номер маршрута | Маршрут                               | Расстояние (км) |
| -------------- | ------------------------------------- | --------------- |
| 618            | Шадринск — Екатеринбург               | 233             |
| 619            | Шадринск — Тюмень                     | 201             |
| 624            | Шадринск — Челябинск (ч/з Течу)       | 210             |
| 626            | Шадринск — Челябинск (ч/з Шумиху)     | 248             |
| 871            | Челябинск — Шадринск — Тобольск       | 447             |
| 960            | Челябинск — Шадринск — Ханты-Мансийск | 1168            |

Междугородние
| Номер маршрута | Маршрут                                               | Расстояние (км) |
| -------------- | ----------------------------------------------------- | --------------- |
|                | Шадринск — Шатрово                                    |                 |
| 222            | Шадринск — Параткуль (ч/з Ольховку)                   |                 |
| 502            | Шадринск — Курган                                     | 139             |
| 553            | Шадринск — Каргаполье                                 |                 |
| 555            | Шадринск — Далматово                                  | 55              |
| 612            | Шадринск — Песчанотаволжанское (ч/з Октября и Бедный) |                 |
| 617            | Шадринск — Щучье                                      | 144             |
| 621            | Шадринск — Мишкино                                    | 156             |
| 719            | Шадринск — Шумиха                                     | 110             |

### Железнодорожный
На территории Шадринска находится пассажирская станция Шадринск, при которой работает вокзал. Станция Шадринск входит в состав Курганского отделения Южно-Уральской железной дороги — филиала ОАО «Российские железные дороги». Станция находится на железнодорожной ветке Курган — Каменск-Уральский. На поезде из Шадринска можно добраться до Москвы, Петропавловска, Алма-Аты, Бишкека, Ташкента и других городов. На электропоезде из Шадринска можно добраться до Кургана, Екатеринбурга и Каменск-Уральского. Через Шадринск курсирует фирменный пассажирский поезд «Зауралье» Курган — Москва. Нынешнее здание железнодорожного вокзала было построено в 1974 году.

### Воздушный
Ближайший международный аэропорт Кольцово находится в Екатеринбурге, расстояние до аэропорта 233 километра. Ближайший региональный аэропорт Курган находится в Кургане, расстояние до аэропорта 140 километров. На южной окраине Шадринска находится бывший военный аэродром Шадринск. Изначально военный аэродром Шадринск использовался как центр подготовки штурманов Шадринским военным авиационным училищем штурманов. После расформирования военного училища в 1960 году военный аэродром Шадринск стал центром подготовки штурманов Челябинского военного авиационного института штурманов. На нём базировалось три эскадрильи самолетов Ту-124Ш, Ту-134Ш.

## Городской транспорт

### Автобус
В настоящее время в городе более 20 городских маршрутов. Перевозками занимаются муниципальная автоколонна 1588 и частные перевозчики. Модели эксплуатируемых автобусов: ЛиАЗ, ПАЗ, ЛАЗ, Ikarus, КАвЗ и ГАЗель. С 15 по 19 марта 2011 года был проведен мониторинг объёмов поездок на городских автобусах, в результате следующие выводы: средний пассажиропоток равен 640 человек.